# Cassim Langaigne
Cassim Langaigne (New York, 27 febbraio 1980) è un calciatore grenadino, difensore del Carib Hurricane.

## Caratteristiche tecniche
È un terzino destro.

## Carriera

### Nazionale
Debutta in Nazionale nel 2004. Mette a segno la sua prima rete con la maglia della Nazionale il 20 gennaio 2008, nell'amichevole Guyana-Grenada (1-2), in cui mette a segno la rete del momentaneo 0-1. Ha partecipato, con la Nazionale, alla Gold Cup 2009 e alla Gold Cup 2011.